# Olympische Jugend-Sommerspiele 2010/Teilnehmer (Chinese Taipei)
| Gelbes Symbol für Goldmedaillen mit stilisierten Olympischen Ringen | Graues Symbol für Silbermedaillen mit stilisierten Olympischen Ringen | Braundes Symbol für Bronzemedaillen mit stilisierten Olympischen Ringen |
| ------------------------------------------------------------------- | --------------------------------------------------------------------- | ----------------------------------------------------------------------- |
| —                                                                   | 3                                                                     | —                                                                       |

Die Jugend-Olympiamannschaft aus Chinese Taipei für die I. Olympischen Jugend-Sommerspiele vom 14. bis 26. August 2010 in Singapur bestand aus 24 Athleten.

## Athleten nach Sportarten

### Badminton
| Mädchen - Chiang Mei-Hui Elnzel: 9. Platz | Jungen - Hsieh Feng-Tse Einzel: Viertelfinale |

### Bogenschießen
| Mädchen - Tan Ya-ting Einzel: Silber Mixed: 17. Platz (mit Tanapat Harikul Thailand) | Jungen - Ku Yuan-hsiang Einzel: 17. Platz Mixed: 9. Platz (mit Mai Okubo Japan) |

### Gewichtheben
| Mädchen - Kuo Hsing-chun Leichtgewicht: Silber Superschwergewicht: 4. Platz | Jungen - Huang Yi-yuan Mittelgewicht: 5. Platz |

### Judo
Mädchen
- Wu Yu-chun
Klasse bis 52 kg: 9. Platz
Mixed: 9. Platz (im Team Barcelona)

### Leichtathletik
| Mädchen - Liao Ching-hsien 100 m: 9. Platz Staffellauf: 5. Platz (im Team Asien) - Wu Meng-chia Hochsprung: 9. Platz - Tsai Chia-lun Dreisprung: 10. Platz - Lai Li-chun Kugelstoßen: 11. Platz - Wen Chia-jung Speerwurf: 11. Platz | Jungen - Chen Jen-chieh 100 m: 11. Platz - Hsiang Chun-hsien Hochsprung: 6. Platz - Chen Hsiao-wei Stabhochsprung: 14. Platz - Cheng Chao-tsun Speerwurf: 12. Platz |

### Schießen
Jungen
- Tien Shao-chien
Luftpistole 10 m: 15. Platz

### Schwimmen
| Mädchen - Chen Ting 50 m Rücken: 14. Platz 100 m Rücken: 28. Platz 200 m Schmetterling: 16. Platz 200 m Lagen: 14. Platz | Jungen - Lin Chien-lung 200 m Rücken: 14. Platz |

### Taekwondo
Mädchen
- Lin Jo-wei
Klasse über 63 kg: 5. Platz

### Tennis
Jungen
- Huang Liang-chi
Einzel: Achtelfinale
Doppel: 1. Runde (mit Yasutaka Uchiyama  Japan)

### Tischtennis
| Mädchen - Huang Hsin Einzel: 17. Platz Mixed: Viertelfinale | Jungen - Hung Tzu-hsiang Einzel: Silber Mixed: Viertelfinale |